# David Selenica

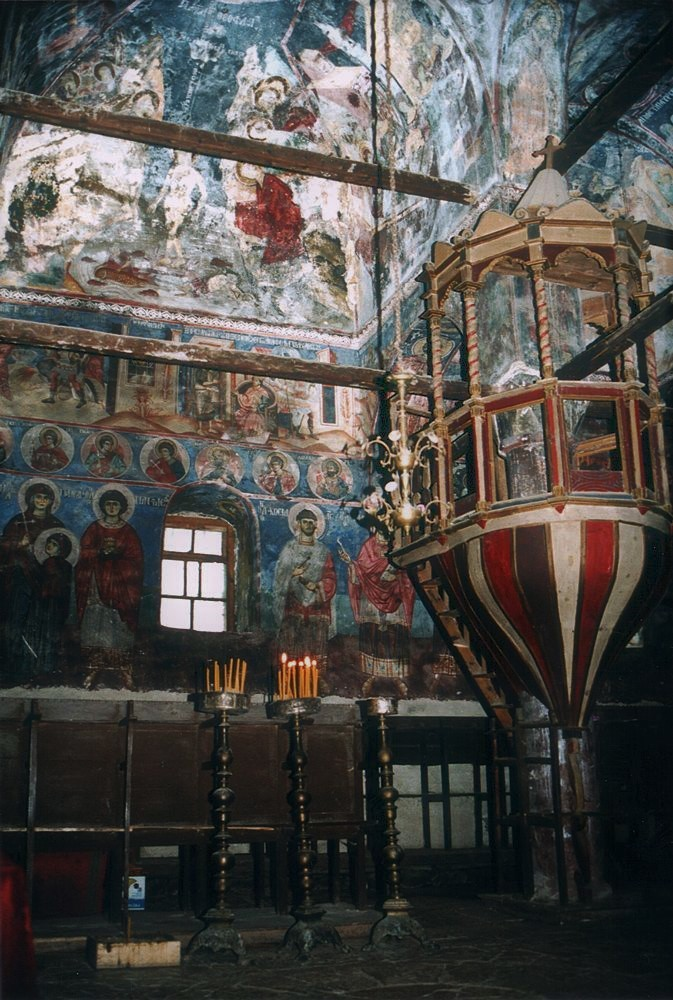
Affreschi della chiesa di San Nicola a Moscopoli, dipinti da David Selenica.

David Selenica, noto comunemente anche come Selenicasi (XVII secolo – XVIII secolo), è stato un pittore albanese di icone e affreschi ortodossi del periodo post-bizantino nel XVII secolo. È considerato una delle figure più importanti dell'arte medievale albanese oltre a Onufri e Kostandin Shpataraku.

## Biografia
Selenicasi, noto anche come David di Selenica, nacque alla fine del XVII secolo a Selenicë, un villaggio nella regione di Kolonjë. Morì a metà del XVIII secolo vicino Coriza.

## Lavori
Nel 1715 affrescò una delle cappelle del monastero della Grande Lavra, il primo monastero costruito sul Monte Athos. Dal 1722 al 1726, David Selenica e i suoi due allievi Kostandin e Kristo dipinsero i murali, gli affreschi e la basilica della chiesa di San Nicola a Moscopoli. Nel 1727 dipinse le pitture murali e gli affreschi della chiesa di San Giovanni Battista a Kastoria e della chiesa della Beata Vergine Maria a Salonicco.

## Tecnica

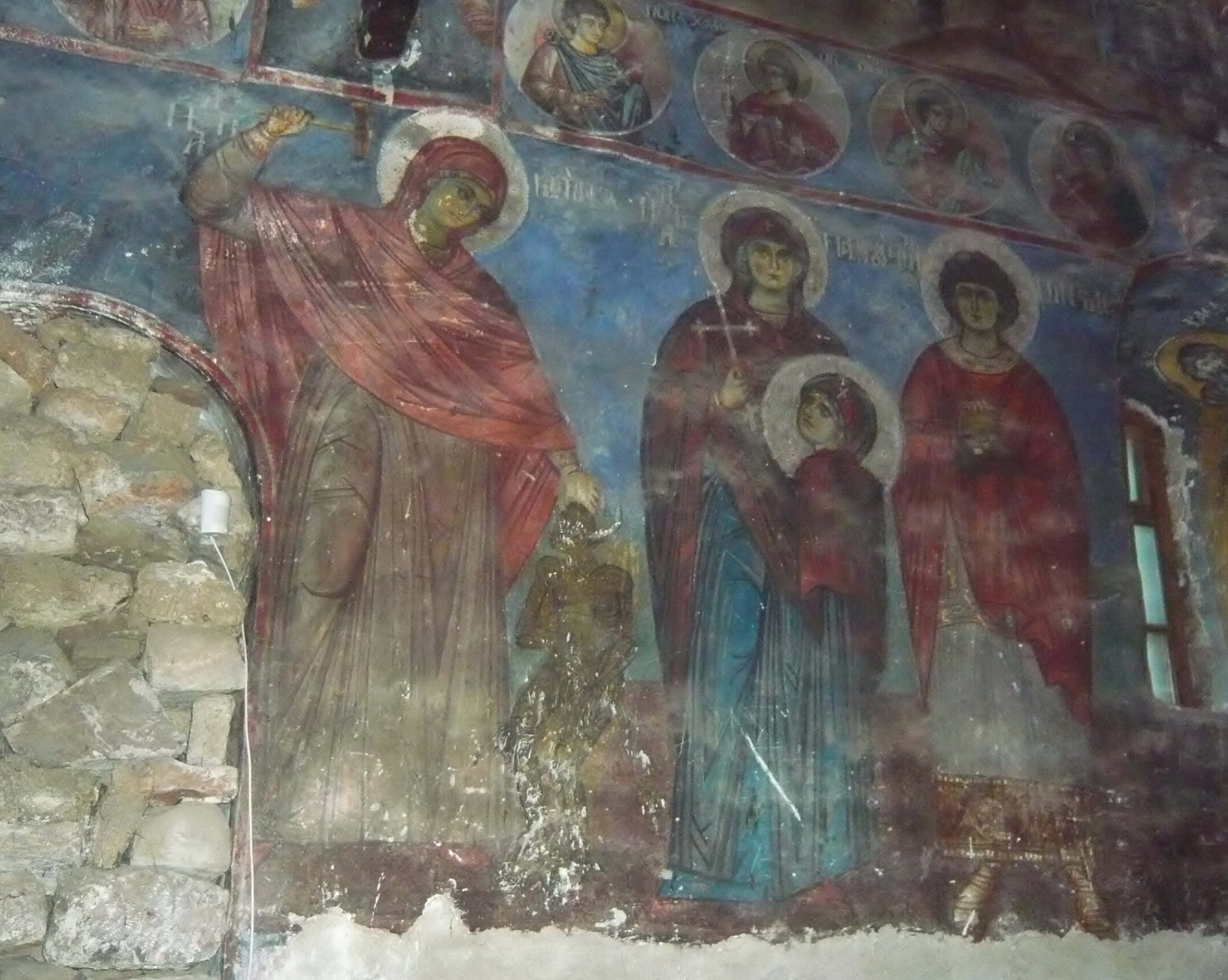
Affresco nella Chiesa di San Nicola di Moscopoli.

A differenza di altri pittori della sua epoca, Selenica utilizzava nei suoi dipinti e nelle sue icone colori vivaci. Combinava inoltre elementi dell'arte bizantina dell'era paleologa e della scuola d'arte veneta.

## Eredità
Il lavoro di David Selenica influenzò molti dei suoi contemporanei come Kostandin Shpataraku, i fratelli Kostandin e Athanas Zografi e i lavori dell'inizio del XIX secolo. È considerato il fondatore di una distinta scuola nazionale di pittori con sede a Coriza.
Le sue opere sono esposte al Museo storico nazionale d'Albania a Tirana nel padiglione della pittura di icone e al Museo nazionale di arte medievale di Coriza. Altre opere di David Selenica si trovano in diversi monasteri del Monte Athos. A Moscopoli sono conservati sette dei suoi dipinti.